# Phyllachora heimii
Phyllachora heimii är en svampart som beskrevs av Vienn.-Bourg. 1939. Phyllachora heimii ingår i släktet Phyllachora och familjen Phyllachoraceae.   Inga underarter finns listade i Catalogue of Life.